# Studies in Second Language Acquisition
Studies in Second Language Acquisition (« Études en acquisition des langues étrangères et secondes ») est une revue scientifique publiée trimestriellement par Cambridge University Press. En 2008, ses éditeurs sont Albert Valdman de l'université de l'Indiana et Susan Gass de l'université d'État du Michigan.
Selon Journal Citation Reports, en 2016, son facteur d'impact est de 2,044.

## Voir également
- Acquisition des langues étrangères